# بهاراث (بازیگر)
بهاراث (به انگلیسی: Bharath) (زاده ۲۱ ژوئیهٔ ۱۹۸۳) بازیگر هندی است.
از کارهای معروف او می‌توان به بازی در فیلم پانصد و پنجاه و پنج اشاره کرد.

## فیلم‌شناسی
فهرست برخی از فیلم‌هایی که بهاراث در آن‌ها به ایفای نقش پرداخته است:
- پسرها-۲۰۰۳
- اوه عزیزم-۲۰۰۴
- عشق چنای-۲۰۰۶
- پازانی-۲۰۰۸
- خروس-۲۰۰۸
- عشقم را پیدا کردم-۲۰۰۹
- آسمان-۲۰۱۱
- کو-۲۰۱۱
- پانصد و پنجاه و پنج-۲۰۱۳
- عنکبوت-۲۰۱۷
- رادهه-۲۰۲۱